# آدام بوجاما
آدام بوجاما (انگلیسی: Adam Boujamaa؛ زادهٔ ۲۴ اکتبر ۱۹۹۸) بازیکن فوتبال اهل فرانسه است که در پست هافبک بازی می‌کند.